# إدي كاي توماس
إدي كاي توماس (بالإنجليزية: Eddie Kaye Thomas) ممثل أمريكي يهودي من مواليد 31 أكتوبر 1980.

## مواقع خارجية
- إدي كاي توماس على موقع IMDb (الإنجليزية)
- إدي كاي توماس على موقع ميتاكريتيك (الإنجليزية)
- إدي كاي توماس على موقع روتن توميتوز (الإنجليزية)
- إدي كاي توماس على موقع قاعدة بيانات الأفلام العربية
- إدي كاي توماس على موقع ألو سيني (الفرنسية)
- إدي كاي توماس على موقع أول موفي (الإنجليزية)
- إدي كاي توماس على موقع قاعدة بيانات برودواي على الإنترنت (الإنجليزية)
- إدي كاي توماس على موقع إن إن دي بي (الإنجليزية)
- إدي كاي توماس على موقع قاعدة بيانات الفيلم (الإنجليزية)
- إدي كاي توماس على موقع ليتربوكسد (الإنجليزية)